# Little Faringdon
Little Faringdon – wieś w Anglii, w hrabstwie Oxfordshire, w dystrykcie West Oxfordshire. Leży 30 km na zachód od Oksfordu i 110 km na zachód od Londynu. W 2001 miejscowość liczyła 63 mieszkańców.